# Miloš Dimitrijević
Pour les articles homonymes, voir Dimitrijević.
Miloš Dimitrijević, (en serbe cyrillique : Mилош Димитријевић) né le 16 février 1984 à Belgrade, en Yougoslavie, aujourd'hui  en Serbie, est un footballeur professionnel franco-serbe évoluant au poste de milieu offensif. 
Il est le fils de Zoran Dimitrijević, ancien footballeur yougoslave ayant notamment joué avec le Partizan Belgrade.

## Biographie
Né à Belgrade, Miloš arrive en France à l'âge de 7 ans. Il suit son père venu jouer à Dijon, Valence puis Brive La Gaillarde. C'est en Corrèze qu'il commence à faire ses gammes et qu'il est repéré par Guy Hillion, recruteur alors emblématique du FC Nantes. Il intègre le centre de formation du FC Nantes en 1998. 
Il gravit tous les échelons, en remportant au passage la Coupe Gambardella en 2002 en compagnie, notamment d'Emerse Faé, Jérémy Toulalan. Devenu professionnel, il accède à la Ligue 1, d'abord sous la houlette de Serge Le Dizet de janvier 2005 à septembre 2006, puis sous celle de Georges Eo.
Miloš joue son premier match avec les professionnels contre Lyon le 13 novembre 2004. Il signe son premier contrat en cours de saison 2004-2005 et se voit pour la première fois titularisé contre Auxerre le 2 avril 2005.
Après 4 ans de fidèles et loyaux services au sein de son club formateur, il quitte Nantes pour Grenoble, club de Ligue 2 qui remonte ensuite en Ligue 1. Il joue sous les ordres de Mécha Baždarević.
N'acceptant pas une prolongation de contrat avec le GF 38 en juin 2009, il effectue des essais à Tours (L2) et en Espagne au Betis Séville, non concluant.
Il signe donc par la suite au FK Rad Belgrade, club de la capitale serbe. Il effectue une moitié de saison plus que satisfaisante, et voit l'Étoile rouge de Belgrade ainsi que le Partizan s’intéresser à lui.
Finalement le 30 janvier 2011, il est prêté avec option d'achat au AC Chievo Vérone jusqu'à la fin de la saison.
Lors du mercato estival de 2011, Miloš est transféré à l'Étoile rouge Belgrade pour un montant de 300 000 euros. En avril 2013, il est laissé libre par l'Étoile rouge Belgrade.
En janvier 2014, il s'exile en Australie en signant au Sydney FC.

## Carrière
| Saison      | Club             | Pays   | Championnat        | Coupes nationales |
| ----------- | ---------------- | ------ | ------------------ | ----------------- |
| 2004 - 2005 | FC Nantes        | France | 11 matchs / 0 but  | 4 matchs / 0 but  |
| 2005 - 2006 | FC Nantes        | France | 24 matchs / 1 but  | 2 matchs / 1 but  |
| 2006 - 2007 | FC Nantes        | France | 16 matchs / 0 but  | 3 match / 0 but   |
| 2007 - 2008 | Grenoble Foot    | France | 19 matchs / 0 but  | 1 matchs / 0 but  |
| 2008 - 2009 | Grenoble Foot    | France | 19 matchs / 0 but  | 5 matchs / 1 but  |
| 2009 - 2010 | FK Rad           | Serbie | 25 matchs / 10 but | 0 matchs / 0 but  |
| 2010 - 2011 | AC Chievo Vérone | Italie | 3 matchs / 0 but   | 3 match / 0 but   |
| 2011 - 2012 | Etoile Rouge     | Serbie | 15 matchs / 0 but  | 0 matchs / 0 but  |

## Palmarès
- Vainqueur de la coupe Gambardella 2002 avec le FC Nantes contre l'OGC Nice sur le score de 1 à 0.